# Stradone

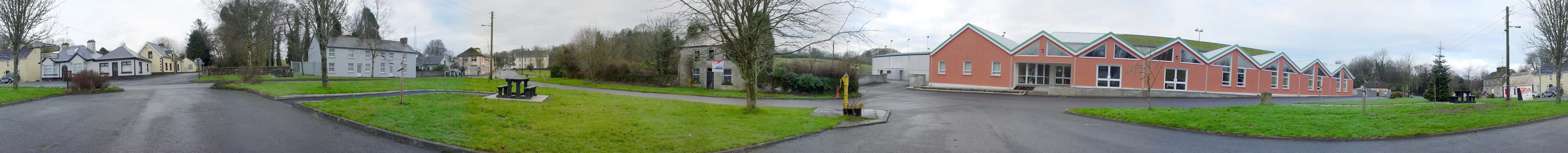
Stradone

Stradone (iriska: Sraith an Domhain) är en stad på den norra delen av Irland i grevskapet Cavan, ca. 10 km öster om Cavan längs med väg N3. Det bor ungefär 60 pers. i Stradone. Det finns planer för utbyggnad av Stradone. 